# Football Club féminin Monteux-Vaucluse
 (avril 2017).
Si vous disposez d'ouvrages ou d'articles de référence ou si vous connaissez des sites web de qualité traitant du thème abordé ici, merci de compléter l'article en donnant les références utiles à sa vérifiabilité et en les liant à la section « Notes et références ».
Maillots
Le Football Club féminin Monteux est un club de football féminin français basé à Monteux et fondée en 1981.
Les Montiliennes atteignent pour la première fois de leur histoire la Division 2 en 2000 et ne la quitte plus jusqu'à la saison 2015-2016, malgré une 7e place, elles sont victimes de la refonte des championnats de D2 et sont reléguées en niveau régional de la Ligue Méditerranée.
L'équipe fanion du club, entrainée par Gilles AGNIEL, participe au championnat division d'honneur féminine et évolue au stade de la Plaine des sports.

## Histoire
Le football au féminin à Monteux débute en 1981, par la création d'une section féminine au sein du club local. Ce n'est qu'en 1988 que le club féminin prend son entière autonomie.

Le Football Club Féminin de Monteux, a émergé comme l'une des figures dominantes du football régional et national depuis les années 2000. 
Doté d'un palmarès impressionnant, le club a traversé plusieurs saisons en Division 2, se distinguant régulièrement par ses performances exceptionnelles sur le terrain. 
À maintes reprises, le FCF Monteux a affronté les barrages pour accéder à l'élite du football féminin français, démontrant ainsi sa détermination à rivaliser avec les meilleures équipes du pays. Notamment, le club a connu une ascension historique vers la Division 1, bien que cette accession ait été refusée pour des raisons administratives, marquant une étape marquante de son parcours. 
De plus, le FCF Monteux a été reconnu pour son excellence dans la formation des jeunes talents, avec une équipe U19, présentes au niveau national de 2011 à 2015. 
Cette période a solidifié la réputation du club en tant que vivier de jeunes talents et a renforcé son engagement envers le développement du football féminin à tous les niveaux.

## Le renouveau du FCF Monteux
Depuis leur descente au niveau régionales de son équipe fanion et de ses U19.
Le secret du club réside dans un travail acharné sur la formation, symbolisé par la création d'une équipe de football à 11 entièrement féminine en 2019, qui rivalise désormais avec les équipes masculines dans les championnats locaux. 
Cette initiative pionnière marque un véritable progrès pour le football féminin dans le Vaucluse, où la plupart des autres clubs alignent des équipes féminines à 8. 
Durant la saison 2023/2024, le FCF Monteux a même engagé trois équipes dans les championnats masculins (U13, U14 et U15), démontrant ainsi leur engagement en faveur de l'égalité des sexes sur le terrain et dans une optique de travail axé sur le côté athlétique. L'équipe U15 dirigée par Loris PLATEL atteindra même la demi-finale de la coupe de l'avenir garçon, une première pour un club féminin. (Staff, JC MERLE, Anthony ZAFRA, Nicolas SALOMON).
Le Football Club Féminin de Monteux entre dans une nouvelle ère marquée par un leadership solide et une expertise remarquable. 
Doté d'un bureau de qualité et d'une équipe technique exceptionnelle, le club bénéficie de l'expérience précieuse de Gilles AGNIEL, dont le parcours impressionnant dans le football départemental, régional et national apporte une perspective unique et une direction éclairée. 
Fort d'un passage remarqué à Nîmes Métropole, à Lyon, ainsi que dans le staff de l'Équipe de France, Gilles AGNIEL apporte un savoir-faire inestimable au FCF Monteux. Accompagné de Nicolas SALOMON, directeur sportif, dont la connaissance approfondie du football féminin enrichit encore davantage l'équipe, le club est solidement positionné pour atteindre de nouveaux sommets. 
Le Football Club Féminin de Monteux se distingue par la présence de joueuses et de dirigeants expérimentés, imprégnés de l'histoire et des valeurs profondes du club. 
Cette richesse d'expérience permet non seulement de maintenir la cohésion et l'identité du club, mais aussi de transmettre les précieuses valeurs familiales qui ont toujours été au cœur de sa force. 
À travers cette transmission générationnelle, le FCF Monteux perpétue un esprit de solidarité, d'engagement et de convivialité qui se reflète sur et en dehors du terrain. 
Cette culture, ancrée dans le tissu même du club, contribue à forger des liens durables entre les membres, renforçant ainsi la réputation du club en tant que véritable famille du football féminin.
Cette combinaison de compétences et d'expérience promet un avenir brillant pour le Football Club Féminin de Monteux, confirmant son engagement envers l'excellence et le développement continu du football féminin.

## Bilan saison par saison
Le tableau suivant retrace le parcours du club depuis la création de première division en 1974.
| Édition   | Régional 1             | Coupe de France'  |
| 2023-2024 | 7e                     |                   |
| 2022-2023 | 6e                     |                   |
| 2021-2022 | 9e                     |                   |
| 2020-2021 | covid                  |                   |
| 2019-2020 | 3e                     |                   |
| 2018-2019 | 6e                     |                   |
| 2017-2018 | 2e                     |                   |
| 2016-2017 | 2e                     |                   |
| Édition   | Division 2             | Coupe de France   |
| 2015-2016 | 7e                     |                   |
| 2014-2015 | 6e                     |                   |
| 2013-2014 | 4e                     |                   |
| 2012-2013 | 8e                     |                   |
| 2011-2012 | 3e                     | 32e de finale     |
| 2010-2011 | 2e                     | 32e de finale     |
| 2009-2010 | 9e                     | 16e de finale     |
| 2008-2009 | 4e                     | 1er Tour Fédéral  |
| 2007-2008 | 2e 4e (Tournoi Final)  | 2e Tour Fédéral   |
| 2006-2007 | 6e                     | 16e de finale     |
| 2005-2006 | 4e                     | non connu         |
| 2004-2005 | 2e 3e (Tournoi Final)  | 16e de finale     |
| 2003-2004 | 3e                     | 16e de finale     |
| 2002-2003 | 1er 3e (Tournoi Final) | non connu         |
| 2001-2002 | 1er 3e (Tournoi Final) | 1/4 de finale     |
| 2000-2001 | 2e                     | Coupe inexistante |
| 1981-2000 | …                      |                   |